# Gmina Tërpan
Gmina Tërpan (alb. Komuna Tërpan) – gmina położona w środkowej części Albanii. Administracyjnie należy do okręgu Berat w obwodzie Berat. W 2011 roku populacja gminy wynosiła 1716, 915 kobiet oraz 801 mężczyzn, z czego Albańczycy stanowili 88,40% mieszkańców.
W skład gminy wchodzi czternaście miejscowości: Çorrogjafi, Dodoveci, Lugasi, Paraspuari, Plashniku i Madh, Rehova, Temani, Tërpani, Tozhari, Vokopola, Zhapokika, Zhitomi i Madh, Zhitomi i Vogël.